# Agustín (Castroverde)
Agustín (llamada oficialmente Santa María de Agustín) es una parroquia y una aldea española del municipio de Castroverde, en la provincia de Lugo, Galicia.

## Organización territorial
La parroquia está formada por una entidad de población:
- Agustín

## Demografía
Gráfica demográfica de la aldea de Agustín y de la parroquia de Santa María de Agustín según el INE español:
| Gráfica de evolución demográfica de Agustín entre 2000 y 2019 |
|                                                               |
| Datos según el nomenclátor publicado por el INE.              |